# Giulio De Nardo
Giulio De Nardo (Trieste, 24 gennaio 1901 – Parma, 10 ottobre 1975) è stato uno scacchista italiano.

## Biografia
In gioventù frequentò il Politecnico di Torino, ma la sua passione per gli scacchi gli fece abbandonare gli studi per partecipare ai tornei.
Esordì nel 1923 a Trieste nel torneo principale, classificandosi = 4º con Stalda. Vinse poi ripetutamente il campionato regionale della Venezia Giulia. Come campione regionale venne ammesso dalla FSI ai tornei di selezione per le Olimpiadi dell'Aia 1928. Si classificò = 3º con Davide Marotti nel torneo eliminatorio di Perugia e poi = 4º ancora con Marotti nella finale, conquistando il titolo di Maestro e la convocazione per le olimpiadi.
Nelle Olimpiadi dell'Aia realizzò in 4a scacchiera il 45,8 % dei punti (+3 –4 =5).
Vinse col danese Jacob Gemzoe, con lo svizzero Moriz Henneberger e con l'argentino Luis Palau. Giocò anche col fortissimo statunitense Isaac Kashdan, ma sbagliò l'apertura e abbandonò dopo una ventina di mosse.
In seguito intraprese una carriera di bancario con la Banca Commerciale Italiana e giocò a scacchi solo saltuariamente in campionati a squadre e dando alcune simultanee. Si esibì spesso anche in partite di scacchi alla cieca.
Negli anni '50 si trasferì per lavoro a Parma, dove rimase per il resto della vita. Era molto amico di Enrico Paoli (poi nominato Grande maestro "Honoris Causa"). I due si incontravano spesso a Reggio Emilia per giocare partite amichevoli.

## Una partita di Giulio De Nardo
|   | a | b | c | d | e | f | g | h |   |
| 8 | c8 torre del nero · d8 donna del nero · f8 torre del nero · g8 re del nero · h8 alfiere del nero · d7 alfiere del nero · e7 pedone del nero · f7 pedone del nero · h7 pedone del nero · a6 pedone del nero · c6 cavallo del nero · d6 pedone del nero · f6 cavallo del nero · g6 pedone del nero · b5 pedone del nero · h5 pedone del bianco · d4 cavallo del bianco · e4 pedone del bianco · g4 pedone del bianco · c3 cavallo del bianco · e3 alfiere del bianco · f3 pedone del bianco · a2 pedone del bianco · b2 pedone del bianco · c2 pedone del bianco · d2 donna del bianco · e2 alfiere del bianco · d1 torre del bianco · e1 re del bianco · h1 torre del bianco | c8 torre del nero · d8 donna del nero · f8 torre del nero · g8 re del nero · h8 alfiere del nero · d7 alfiere del nero · e7 pedone del nero · f7 pedone del nero · h7 pedone del nero · a6 pedone del nero · c6 cavallo del nero · d6 pedone del nero · f6 cavallo del nero · g6 pedone del nero · b5 pedone del nero · h5 pedone del bianco · d4 cavallo del bianco · e4 pedone del bianco · g4 pedone del bianco · c3 cavallo del bianco · e3 alfiere del bianco · f3 pedone del bianco · a2 pedone del bianco · b2 pedone del bianco · c2 pedone del bianco · d2 donna del bianco · e2 alfiere del bianco · d1 torre del bianco · e1 re del bianco · h1 torre del bianco | c8 torre del nero · d8 donna del nero · f8 torre del nero · g8 re del nero · h8 alfiere del nero · d7 alfiere del nero · e7 pedone del nero · f7 pedone del nero · h7 pedone del nero · a6 pedone del nero · c6 cavallo del nero · d6 pedone del nero · f6 cavallo del nero · g6 pedone del nero · b5 pedone del nero · h5 pedone del bianco · d4 cavallo del bianco · e4 pedone del bianco · g4 pedone del bianco · c3 cavallo del bianco · e3 alfiere del bianco · f3 pedone del bianco · a2 pedone del bianco · b2 pedone del bianco · c2 pedone del bianco · d2 donna del bianco · e2 alfiere del bianco · d1 torre del bianco · e1 re del bianco · h1 torre del bianco | c8 torre del nero · d8 donna del nero · f8 torre del nero · g8 re del nero · h8 alfiere del nero · d7 alfiere del nero · e7 pedone del nero · f7 pedone del nero · h7 pedone del nero · a6 pedone del nero · c6 cavallo del nero · d6 pedone del nero · f6 cavallo del nero · g6 pedone del nero · b5 pedone del nero · h5 pedone del bianco · d4 cavallo del bianco · e4 pedone del bianco · g4 pedone del bianco · c3 cavallo del bianco · e3 alfiere del bianco · f3 pedone del bianco · a2 pedone del bianco · b2 pedone del bianco · c2 pedone del bianco · d2 donna del bianco · e2 alfiere del bianco · d1 torre del bianco · e1 re del bianco · h1 torre del bianco | c8 torre del nero · d8 donna del nero · f8 torre del nero · g8 re del nero · h8 alfiere del nero · d7 alfiere del nero · e7 pedone del nero · f7 pedone del nero · h7 pedone del nero · a6 pedone del nero · c6 cavallo del nero · d6 pedone del nero · f6 cavallo del nero · g6 pedone del nero · b5 pedone del nero · h5 pedone del bianco · d4 cavallo del bianco · e4 pedone del bianco · g4 pedone del bianco · c3 cavallo del bianco · e3 alfiere del bianco · f3 pedone del bianco · a2 pedone del bianco · b2 pedone del bianco · c2 pedone del bianco · d2 donna del bianco · e2 alfiere del bianco · d1 torre del bianco · e1 re del bianco · h1 torre del bianco | c8 torre del nero · d8 donna del nero · f8 torre del nero · g8 re del nero · h8 alfiere del nero · d7 alfiere del nero · e7 pedone del nero · f7 pedone del nero · h7 pedone del nero · a6 pedone del nero · c6 cavallo del nero · d6 pedone del nero · f6 cavallo del nero · g6 pedone del nero · b5 pedone del nero · h5 pedone del bianco · d4 cavallo del bianco · e4 pedone del bianco · g4 pedone del bianco · c3 cavallo del bianco · e3 alfiere del bianco · f3 pedone del bianco · a2 pedone del bianco · b2 pedone del bianco · c2 pedone del bianco · d2 donna del bianco · e2 alfiere del bianco · d1 torre del bianco · e1 re del bianco · h1 torre del bianco | c8 torre del nero · d8 donna del nero · f8 torre del nero · g8 re del nero · h8 alfiere del nero · d7 alfiere del nero · e7 pedone del nero · f7 pedone del nero · h7 pedone del nero · a6 pedone del nero · c6 cavallo del nero · d6 pedone del nero · f6 cavallo del nero · g6 pedone del nero · b5 pedone del nero · h5 pedone del bianco · d4 cavallo del bianco · e4 pedone del bianco · g4 pedone del bianco · c3 cavallo del bianco · e3 alfiere del bianco · f3 pedone del bianco · a2 pedone del bianco · b2 pedone del bianco · c2 pedone del bianco · d2 donna del bianco · e2 alfiere del bianco · d1 torre del bianco · e1 re del bianco · h1 torre del bianco | c8 torre del nero · d8 donna del nero · f8 torre del nero · g8 re del nero · h8 alfiere del nero · d7 alfiere del nero · e7 pedone del nero · f7 pedone del nero · h7 pedone del nero · a6 pedone del nero · c6 cavallo del nero · d6 pedone del nero · f6 cavallo del nero · g6 pedone del nero · b5 pedone del nero · h5 pedone del bianco · d4 cavallo del bianco · e4 pedone del bianco · g4 pedone del bianco · c3 cavallo del bianco · e3 alfiere del bianco · f3 pedone del bianco · a2 pedone del bianco · b2 pedone del bianco · c2 pedone del bianco · d2 donna del bianco · e2 alfiere del bianco · d1 torre del bianco · e1 re del bianco · h1 torre del bianco | 8 |
| 7 | c8 torre del nero · d8 donna del nero · f8 torre del nero · g8 re del nero · h8 alfiere del nero · d7 alfiere del nero · e7 pedone del nero · f7 pedone del nero · h7 pedone del nero · a6 pedone del nero · c6 cavallo del nero · d6 pedone del nero · f6 cavallo del nero · g6 pedone del nero · b5 pedone del nero · h5 pedone del bianco · d4 cavallo del bianco · e4 pedone del bianco · g4 pedone del bianco · c3 cavallo del bianco · e3 alfiere del bianco · f3 pedone del bianco · a2 pedone del bianco · b2 pedone del bianco · c2 pedone del bianco · d2 donna del bianco · e2 alfiere del bianco · d1 torre del bianco · e1 re del bianco · h1 torre del bianco | c8 torre del nero · d8 donna del nero · f8 torre del nero · g8 re del nero · h8 alfiere del nero · d7 alfiere del nero · e7 pedone del nero · f7 pedone del nero · h7 pedone del nero · a6 pedone del nero · c6 cavallo del nero · d6 pedone del nero · f6 cavallo del nero · g6 pedone del nero · b5 pedone del nero · h5 pedone del bianco · d4 cavallo del bianco · e4 pedone del bianco · g4 pedone del bianco · c3 cavallo del bianco · e3 alfiere del bianco · f3 pedone del bianco · a2 pedone del bianco · b2 pedone del bianco · c2 pedone del bianco · d2 donna del bianco · e2 alfiere del bianco · d1 torre del bianco · e1 re del bianco · h1 torre del bianco | c8 torre del nero · d8 donna del nero · f8 torre del nero · g8 re del nero · h8 alfiere del nero · d7 alfiere del nero · e7 pedone del nero · f7 pedone del nero · h7 pedone del nero · a6 pedone del nero · c6 cavallo del nero · d6 pedone del nero · f6 cavallo del nero · g6 pedone del nero · b5 pedone del nero · h5 pedone del bianco · d4 cavallo del bianco · e4 pedone del bianco · g4 pedone del bianco · c3 cavallo del bianco · e3 alfiere del bianco · f3 pedone del bianco · a2 pedone del bianco · b2 pedone del bianco · c2 pedone del bianco · d2 donna del bianco · e2 alfiere del bianco · d1 torre del bianco · e1 re del bianco · h1 torre del bianco | c8 torre del nero · d8 donna del nero · f8 torre del nero · g8 re del nero · h8 alfiere del nero · d7 alfiere del nero · e7 pedone del nero · f7 pedone del nero · h7 pedone del nero · a6 pedone del nero · c6 cavallo del nero · d6 pedone del nero · f6 cavallo del nero · g6 pedone del nero · b5 pedone del nero · h5 pedone del bianco · d4 cavallo del bianco · e4 pedone del bianco · g4 pedone del bianco · c3 cavallo del bianco · e3 alfiere del bianco · f3 pedone del bianco · a2 pedone del bianco · b2 pedone del bianco · c2 pedone del bianco · d2 donna del bianco · e2 alfiere del bianco · d1 torre del bianco · e1 re del bianco · h1 torre del bianco | c8 torre del nero · d8 donna del nero · f8 torre del nero · g8 re del nero · h8 alfiere del nero · d7 alfiere del nero · e7 pedone del nero · f7 pedone del nero · h7 pedone del nero · a6 pedone del nero · c6 cavallo del nero · d6 pedone del nero · f6 cavallo del nero · g6 pedone del nero · b5 pedone del nero · h5 pedone del bianco · d4 cavallo del bianco · e4 pedone del bianco · g4 pedone del bianco · c3 cavallo del bianco · e3 alfiere del bianco · f3 pedone del bianco · a2 pedone del bianco · b2 pedone del bianco · c2 pedone del bianco · d2 donna del bianco · e2 alfiere del bianco · d1 torre del bianco · e1 re del bianco · h1 torre del bianco | c8 torre del nero · d8 donna del nero · f8 torre del nero · g8 re del nero · h8 alfiere del nero · d7 alfiere del nero · e7 pedone del nero · f7 pedone del nero · h7 pedone del nero · a6 pedone del nero · c6 cavallo del nero · d6 pedone del nero · f6 cavallo del nero · g6 pedone del nero · b5 pedone del nero · h5 pedone del bianco · d4 cavallo del bianco · e4 pedone del bianco · g4 pedone del bianco · c3 cavallo del bianco · e3 alfiere del bianco · f3 pedone del bianco · a2 pedone del bianco · b2 pedone del bianco · c2 pedone del bianco · d2 donna del bianco · e2 alfiere del bianco · d1 torre del bianco · e1 re del bianco · h1 torre del bianco | c8 torre del nero · d8 donna del nero · f8 torre del nero · g8 re del nero · h8 alfiere del nero · d7 alfiere del nero · e7 pedone del nero · f7 pedone del nero · h7 pedone del nero · a6 pedone del nero · c6 cavallo del nero · d6 pedone del nero · f6 cavallo del nero · g6 pedone del nero · b5 pedone del nero · h5 pedone del bianco · d4 cavallo del bianco · e4 pedone del bianco · g4 pedone del bianco · c3 cavallo del bianco · e3 alfiere del bianco · f3 pedone del bianco · a2 pedone del bianco · b2 pedone del bianco · c2 pedone del bianco · d2 donna del bianco · e2 alfiere del bianco · d1 torre del bianco · e1 re del bianco · h1 torre del bianco | c8 torre del nero · d8 donna del nero · f8 torre del nero · g8 re del nero · h8 alfiere del nero · d7 alfiere del nero · e7 pedone del nero · f7 pedone del nero · h7 pedone del nero · a6 pedone del nero · c6 cavallo del nero · d6 pedone del nero · f6 cavallo del nero · g6 pedone del nero · b5 pedone del nero · h5 pedone del bianco · d4 cavallo del bianco · e4 pedone del bianco · g4 pedone del bianco · c3 cavallo del bianco · e3 alfiere del bianco · f3 pedone del bianco · a2 pedone del bianco · b2 pedone del bianco · c2 pedone del bianco · d2 donna del bianco · e2 alfiere del bianco · d1 torre del bianco · e1 re del bianco · h1 torre del bianco | 7 |
| 6 | c8 torre del nero · d8 donna del nero · f8 torre del nero · g8 re del nero · h8 alfiere del nero · d7 alfiere del nero · e7 pedone del nero · f7 pedone del nero · h7 pedone del nero · a6 pedone del nero · c6 cavallo del nero · d6 pedone del nero · f6 cavallo del nero · g6 pedone del nero · b5 pedone del nero · h5 pedone del bianco · d4 cavallo del bianco · e4 pedone del bianco · g4 pedone del bianco · c3 cavallo del bianco · e3 alfiere del bianco · f3 pedone del bianco · a2 pedone del bianco · b2 pedone del bianco · c2 pedone del bianco · d2 donna del bianco · e2 alfiere del bianco · d1 torre del bianco · e1 re del bianco · h1 torre del bianco | c8 torre del nero · d8 donna del nero · f8 torre del nero · g8 re del nero · h8 alfiere del nero · d7 alfiere del nero · e7 pedone del nero · f7 pedone del nero · h7 pedone del nero · a6 pedone del nero · c6 cavallo del nero · d6 pedone del nero · f6 cavallo del nero · g6 pedone del nero · b5 pedone del nero · h5 pedone del bianco · d4 cavallo del bianco · e4 pedone del bianco · g4 pedone del bianco · c3 cavallo del bianco · e3 alfiere del bianco · f3 pedone del bianco · a2 pedone del bianco · b2 pedone del bianco · c2 pedone del bianco · d2 donna del bianco · e2 alfiere del bianco · d1 torre del bianco · e1 re del bianco · h1 torre del bianco | c8 torre del nero · d8 donna del nero · f8 torre del nero · g8 re del nero · h8 alfiere del nero · d7 alfiere del nero · e7 pedone del nero · f7 pedone del nero · h7 pedone del nero · a6 pedone del nero · c6 cavallo del nero · d6 pedone del nero · f6 cavallo del nero · g6 pedone del nero · b5 pedone del nero · h5 pedone del bianco · d4 cavallo del bianco · e4 pedone del bianco · g4 pedone del bianco · c3 cavallo del bianco · e3 alfiere del bianco · f3 pedone del bianco · a2 pedone del bianco · b2 pedone del bianco · c2 pedone del bianco · d2 donna del bianco · e2 alfiere del bianco · d1 torre del bianco · e1 re del bianco · h1 torre del bianco | c8 torre del nero · d8 donna del nero · f8 torre del nero · g8 re del nero · h8 alfiere del nero · d7 alfiere del nero · e7 pedone del nero · f7 pedone del nero · h7 pedone del nero · a6 pedone del nero · c6 cavallo del nero · d6 pedone del nero · f6 cavallo del nero · g6 pedone del nero · b5 pedone del nero · h5 pedone del bianco · d4 cavallo del bianco · e4 pedone del bianco · g4 pedone del bianco · c3 cavallo del bianco · e3 alfiere del bianco · f3 pedone del bianco · a2 pedone del bianco · b2 pedone del bianco · c2 pedone del bianco · d2 donna del bianco · e2 alfiere del bianco · d1 torre del bianco · e1 re del bianco · h1 torre del bianco | c8 torre del nero · d8 donna del nero · f8 torre del nero · g8 re del nero · h8 alfiere del nero · d7 alfiere del nero · e7 pedone del nero · f7 pedone del nero · h7 pedone del nero · a6 pedone del nero · c6 cavallo del nero · d6 pedone del nero · f6 cavallo del nero · g6 pedone del nero · b5 pedone del nero · h5 pedone del bianco · d4 cavallo del bianco · e4 pedone del bianco · g4 pedone del bianco · c3 cavallo del bianco · e3 alfiere del bianco · f3 pedone del bianco · a2 pedone del bianco · b2 pedone del bianco · c2 pedone del bianco · d2 donna del bianco · e2 alfiere del bianco · d1 torre del bianco · e1 re del bianco · h1 torre del bianco | c8 torre del nero · d8 donna del nero · f8 torre del nero · g8 re del nero · h8 alfiere del nero · d7 alfiere del nero · e7 pedone del nero · f7 pedone del nero · h7 pedone del nero · a6 pedone del nero · c6 cavallo del nero · d6 pedone del nero · f6 cavallo del nero · g6 pedone del nero · b5 pedone del nero · h5 pedone del bianco · d4 cavallo del bianco · e4 pedone del bianco · g4 pedone del bianco · c3 cavallo del bianco · e3 alfiere del bianco · f3 pedone del bianco · a2 pedone del bianco · b2 pedone del bianco · c2 pedone del bianco · d2 donna del bianco · e2 alfiere del bianco · d1 torre del bianco · e1 re del bianco · h1 torre del bianco | c8 torre del nero · d8 donna del nero · f8 torre del nero · g8 re del nero · h8 alfiere del nero · d7 alfiere del nero · e7 pedone del nero · f7 pedone del nero · h7 pedone del nero · a6 pedone del nero · c6 cavallo del nero · d6 pedone del nero · f6 cavallo del nero · g6 pedone del nero · b5 pedone del nero · h5 pedone del bianco · d4 cavallo del bianco · e4 pedone del bianco · g4 pedone del bianco · c3 cavallo del bianco · e3 alfiere del bianco · f3 pedone del bianco · a2 pedone del bianco · b2 pedone del bianco · c2 pedone del bianco · d2 donna del bianco · e2 alfiere del bianco · d1 torre del bianco · e1 re del bianco · h1 torre del bianco | c8 torre del nero · d8 donna del nero · f8 torre del nero · g8 re del nero · h8 alfiere del nero · d7 alfiere del nero · e7 pedone del nero · f7 pedone del nero · h7 pedone del nero · a6 pedone del nero · c6 cavallo del nero · d6 pedone del nero · f6 cavallo del nero · g6 pedone del nero · b5 pedone del nero · h5 pedone del bianco · d4 cavallo del bianco · e4 pedone del bianco · g4 pedone del bianco · c3 cavallo del bianco · e3 alfiere del bianco · f3 pedone del bianco · a2 pedone del bianco · b2 pedone del bianco · c2 pedone del bianco · d2 donna del bianco · e2 alfiere del bianco · d1 torre del bianco · e1 re del bianco · h1 torre del bianco | 6 |
| 5 | c8 torre del nero · d8 donna del nero · f8 torre del nero · g8 re del nero · h8 alfiere del nero · d7 alfiere del nero · e7 pedone del nero · f7 pedone del nero · h7 pedone del nero · a6 pedone del nero · c6 cavallo del nero · d6 pedone del nero · f6 cavallo del nero · g6 pedone del nero · b5 pedone del nero · h5 pedone del bianco · d4 cavallo del bianco · e4 pedone del bianco · g4 pedone del bianco · c3 cavallo del bianco · e3 alfiere del bianco · f3 pedone del bianco · a2 pedone del bianco · b2 pedone del bianco · c2 pedone del bianco · d2 donna del bianco · e2 alfiere del bianco · d1 torre del bianco · e1 re del bianco · h1 torre del bianco | c8 torre del nero · d8 donna del nero · f8 torre del nero · g8 re del nero · h8 alfiere del nero · d7 alfiere del nero · e7 pedone del nero · f7 pedone del nero · h7 pedone del nero · a6 pedone del nero · c6 cavallo del nero · d6 pedone del nero · f6 cavallo del nero · g6 pedone del nero · b5 pedone del nero · h5 pedone del bianco · d4 cavallo del bianco · e4 pedone del bianco · g4 pedone del bianco · c3 cavallo del bianco · e3 alfiere del bianco · f3 pedone del bianco · a2 pedone del bianco · b2 pedone del bianco · c2 pedone del bianco · d2 donna del bianco · e2 alfiere del bianco · d1 torre del bianco · e1 re del bianco · h1 torre del bianco | c8 torre del nero · d8 donna del nero · f8 torre del nero · g8 re del nero · h8 alfiere del nero · d7 alfiere del nero · e7 pedone del nero · f7 pedone del nero · h7 pedone del nero · a6 pedone del nero · c6 cavallo del nero · d6 pedone del nero · f6 cavallo del nero · g6 pedone del nero · b5 pedone del nero · h5 pedone del bianco · d4 cavallo del bianco · e4 pedone del bianco · g4 pedone del bianco · c3 cavallo del bianco · e3 alfiere del bianco · f3 pedone del bianco · a2 pedone del bianco · b2 pedone del bianco · c2 pedone del bianco · d2 donna del bianco · e2 alfiere del bianco · d1 torre del bianco · e1 re del bianco · h1 torre del bianco | c8 torre del nero · d8 donna del nero · f8 torre del nero · g8 re del nero · h8 alfiere del nero · d7 alfiere del nero · e7 pedone del nero · f7 pedone del nero · h7 pedone del nero · a6 pedone del nero · c6 cavallo del nero · d6 pedone del nero · f6 cavallo del nero · g6 pedone del nero · b5 pedone del nero · h5 pedone del bianco · d4 cavallo del bianco · e4 pedone del bianco · g4 pedone del bianco · c3 cavallo del bianco · e3 alfiere del bianco · f3 pedone del bianco · a2 pedone del bianco · b2 pedone del bianco · c2 pedone del bianco · d2 donna del bianco · e2 alfiere del bianco · d1 torre del bianco · e1 re del bianco · h1 torre del bianco | c8 torre del nero · d8 donna del nero · f8 torre del nero · g8 re del nero · h8 alfiere del nero · d7 alfiere del nero · e7 pedone del nero · f7 pedone del nero · h7 pedone del nero · a6 pedone del nero · c6 cavallo del nero · d6 pedone del nero · f6 cavallo del nero · g6 pedone del nero · b5 pedone del nero · h5 pedone del bianco · d4 cavallo del bianco · e4 pedone del bianco · g4 pedone del bianco · c3 cavallo del bianco · e3 alfiere del bianco · f3 pedone del bianco · a2 pedone del bianco · b2 pedone del bianco · c2 pedone del bianco · d2 donna del bianco · e2 alfiere del bianco · d1 torre del bianco · e1 re del bianco · h1 torre del bianco | c8 torre del nero · d8 donna del nero · f8 torre del nero · g8 re del nero · h8 alfiere del nero · d7 alfiere del nero · e7 pedone del nero · f7 pedone del nero · h7 pedone del nero · a6 pedone del nero · c6 cavallo del nero · d6 pedone del nero · f6 cavallo del nero · g6 pedone del nero · b5 pedone del nero · h5 pedone del bianco · d4 cavallo del bianco · e4 pedone del bianco · g4 pedone del bianco · c3 cavallo del bianco · e3 alfiere del bianco · f3 pedone del bianco · a2 pedone del bianco · b2 pedone del bianco · c2 pedone del bianco · d2 donna del bianco · e2 alfiere del bianco · d1 torre del bianco · e1 re del bianco · h1 torre del bianco | c8 torre del nero · d8 donna del nero · f8 torre del nero · g8 re del nero · h8 alfiere del nero · d7 alfiere del nero · e7 pedone del nero · f7 pedone del nero · h7 pedone del nero · a6 pedone del nero · c6 cavallo del nero · d6 pedone del nero · f6 cavallo del nero · g6 pedone del nero · b5 pedone del nero · h5 pedone del bianco · d4 cavallo del bianco · e4 pedone del bianco · g4 pedone del bianco · c3 cavallo del bianco · e3 alfiere del bianco · f3 pedone del bianco · a2 pedone del bianco · b2 pedone del bianco · c2 pedone del bianco · d2 donna del bianco · e2 alfiere del bianco · d1 torre del bianco · e1 re del bianco · h1 torre del bianco | c8 torre del nero · d8 donna del nero · f8 torre del nero · g8 re del nero · h8 alfiere del nero · d7 alfiere del nero · e7 pedone del nero · f7 pedone del nero · h7 pedone del nero · a6 pedone del nero · c6 cavallo del nero · d6 pedone del nero · f6 cavallo del nero · g6 pedone del nero · b5 pedone del nero · h5 pedone del bianco · d4 cavallo del bianco · e4 pedone del bianco · g4 pedone del bianco · c3 cavallo del bianco · e3 alfiere del bianco · f3 pedone del bianco · a2 pedone del bianco · b2 pedone del bianco · c2 pedone del bianco · d2 donna del bianco · e2 alfiere del bianco · d1 torre del bianco · e1 re del bianco · h1 torre del bianco | 5 |
| 4 | c8 torre del nero · d8 donna del nero · f8 torre del nero · g8 re del nero · h8 alfiere del nero · d7 alfiere del nero · e7 pedone del nero · f7 pedone del nero · h7 pedone del nero · a6 pedone del nero · c6 cavallo del nero · d6 pedone del nero · f6 cavallo del nero · g6 pedone del nero · b5 pedone del nero · h5 pedone del bianco · d4 cavallo del bianco · e4 pedone del bianco · g4 pedone del bianco · c3 cavallo del bianco · e3 alfiere del bianco · f3 pedone del bianco · a2 pedone del bianco · b2 pedone del bianco · c2 pedone del bianco · d2 donna del bianco · e2 alfiere del bianco · d1 torre del bianco · e1 re del bianco · h1 torre del bianco | c8 torre del nero · d8 donna del nero · f8 torre del nero · g8 re del nero · h8 alfiere del nero · d7 alfiere del nero · e7 pedone del nero · f7 pedone del nero · h7 pedone del nero · a6 pedone del nero · c6 cavallo del nero · d6 pedone del nero · f6 cavallo del nero · g6 pedone del nero · b5 pedone del nero · h5 pedone del bianco · d4 cavallo del bianco · e4 pedone del bianco · g4 pedone del bianco · c3 cavallo del bianco · e3 alfiere del bianco · f3 pedone del bianco · a2 pedone del bianco · b2 pedone del bianco · c2 pedone del bianco · d2 donna del bianco · e2 alfiere del bianco · d1 torre del bianco · e1 re del bianco · h1 torre del bianco | c8 torre del nero · d8 donna del nero · f8 torre del nero · g8 re del nero · h8 alfiere del nero · d7 alfiere del nero · e7 pedone del nero · f7 pedone del nero · h7 pedone del nero · a6 pedone del nero · c6 cavallo del nero · d6 pedone del nero · f6 cavallo del nero · g6 pedone del nero · b5 pedone del nero · h5 pedone del bianco · d4 cavallo del bianco · e4 pedone del bianco · g4 pedone del bianco · c3 cavallo del bianco · e3 alfiere del bianco · f3 pedone del bianco · a2 pedone del bianco · b2 pedone del bianco · c2 pedone del bianco · d2 donna del bianco · e2 alfiere del bianco · d1 torre del bianco · e1 re del bianco · h1 torre del bianco | c8 torre del nero · d8 donna del nero · f8 torre del nero · g8 re del nero · h8 alfiere del nero · d7 alfiere del nero · e7 pedone del nero · f7 pedone del nero · h7 pedone del nero · a6 pedone del nero · c6 cavallo del nero · d6 pedone del nero · f6 cavallo del nero · g6 pedone del nero · b5 pedone del nero · h5 pedone del bianco · d4 cavallo del bianco · e4 pedone del bianco · g4 pedone del bianco · c3 cavallo del bianco · e3 alfiere del bianco · f3 pedone del bianco · a2 pedone del bianco · b2 pedone del bianco · c2 pedone del bianco · d2 donna del bianco · e2 alfiere del bianco · d1 torre del bianco · e1 re del bianco · h1 torre del bianco | c8 torre del nero · d8 donna del nero · f8 torre del nero · g8 re del nero · h8 alfiere del nero · d7 alfiere del nero · e7 pedone del nero · f7 pedone del nero · h7 pedone del nero · a6 pedone del nero · c6 cavallo del nero · d6 pedone del nero · f6 cavallo del nero · g6 pedone del nero · b5 pedone del nero · h5 pedone del bianco · d4 cavallo del bianco · e4 pedone del bianco · g4 pedone del bianco · c3 cavallo del bianco · e3 alfiere del bianco · f3 pedone del bianco · a2 pedone del bianco · b2 pedone del bianco · c2 pedone del bianco · d2 donna del bianco · e2 alfiere del bianco · d1 torre del bianco · e1 re del bianco · h1 torre del bianco | c8 torre del nero · d8 donna del nero · f8 torre del nero · g8 re del nero · h8 alfiere del nero · d7 alfiere del nero · e7 pedone del nero · f7 pedone del nero · h7 pedone del nero · a6 pedone del nero · c6 cavallo del nero · d6 pedone del nero · f6 cavallo del nero · g6 pedone del nero · b5 pedone del nero · h5 pedone del bianco · d4 cavallo del bianco · e4 pedone del bianco · g4 pedone del bianco · c3 cavallo del bianco · e3 alfiere del bianco · f3 pedone del bianco · a2 pedone del bianco · b2 pedone del bianco · c2 pedone del bianco · d2 donna del bianco · e2 alfiere del bianco · d1 torre del bianco · e1 re del bianco · h1 torre del bianco | c8 torre del nero · d8 donna del nero · f8 torre del nero · g8 re del nero · h8 alfiere del nero · d7 alfiere del nero · e7 pedone del nero · f7 pedone del nero · h7 pedone del nero · a6 pedone del nero · c6 cavallo del nero · d6 pedone del nero · f6 cavallo del nero · g6 pedone del nero · b5 pedone del nero · h5 pedone del bianco · d4 cavallo del bianco · e4 pedone del bianco · g4 pedone del bianco · c3 cavallo del bianco · e3 alfiere del bianco · f3 pedone del bianco · a2 pedone del bianco · b2 pedone del bianco · c2 pedone del bianco · d2 donna del bianco · e2 alfiere del bianco · d1 torre del bianco · e1 re del bianco · h1 torre del bianco | c8 torre del nero · d8 donna del nero · f8 torre del nero · g8 re del nero · h8 alfiere del nero · d7 alfiere del nero · e7 pedone del nero · f7 pedone del nero · h7 pedone del nero · a6 pedone del nero · c6 cavallo del nero · d6 pedone del nero · f6 cavallo del nero · g6 pedone del nero · b5 pedone del nero · h5 pedone del bianco · d4 cavallo del bianco · e4 pedone del bianco · g4 pedone del bianco · c3 cavallo del bianco · e3 alfiere del bianco · f3 pedone del bianco · a2 pedone del bianco · b2 pedone del bianco · c2 pedone del bianco · d2 donna del bianco · e2 alfiere del bianco · d1 torre del bianco · e1 re del bianco · h1 torre del bianco | 4 |
| 3 | c8 torre del nero · d8 donna del nero · f8 torre del nero · g8 re del nero · h8 alfiere del nero · d7 alfiere del nero · e7 pedone del nero · f7 pedone del nero · h7 pedone del nero · a6 pedone del nero · c6 cavallo del nero · d6 pedone del nero · f6 cavallo del nero · g6 pedone del nero · b5 pedone del nero · h5 pedone del bianco · d4 cavallo del bianco · e4 pedone del bianco · g4 pedone del bianco · c3 cavallo del bianco · e3 alfiere del bianco · f3 pedone del bianco · a2 pedone del bianco · b2 pedone del bianco · c2 pedone del bianco · d2 donna del bianco · e2 alfiere del bianco · d1 torre del bianco · e1 re del bianco · h1 torre del bianco | c8 torre del nero · d8 donna del nero · f8 torre del nero · g8 re del nero · h8 alfiere del nero · d7 alfiere del nero · e7 pedone del nero · f7 pedone del nero · h7 pedone del nero · a6 pedone del nero · c6 cavallo del nero · d6 pedone del nero · f6 cavallo del nero · g6 pedone del nero · b5 pedone del nero · h5 pedone del bianco · d4 cavallo del bianco · e4 pedone del bianco · g4 pedone del bianco · c3 cavallo del bianco · e3 alfiere del bianco · f3 pedone del bianco · a2 pedone del bianco · b2 pedone del bianco · c2 pedone del bianco · d2 donna del bianco · e2 alfiere del bianco · d1 torre del bianco · e1 re del bianco · h1 torre del bianco | c8 torre del nero · d8 donna del nero · f8 torre del nero · g8 re del nero · h8 alfiere del nero · d7 alfiere del nero · e7 pedone del nero · f7 pedone del nero · h7 pedone del nero · a6 pedone del nero · c6 cavallo del nero · d6 pedone del nero · f6 cavallo del nero · g6 pedone del nero · b5 pedone del nero · h5 pedone del bianco · d4 cavallo del bianco · e4 pedone del bianco · g4 pedone del bianco · c3 cavallo del bianco · e3 alfiere del bianco · f3 pedone del bianco · a2 pedone del bianco · b2 pedone del bianco · c2 pedone del bianco · d2 donna del bianco · e2 alfiere del bianco · d1 torre del bianco · e1 re del bianco · h1 torre del bianco | c8 torre del nero · d8 donna del nero · f8 torre del nero · g8 re del nero · h8 alfiere del nero · d7 alfiere del nero · e7 pedone del nero · f7 pedone del nero · h7 pedone del nero · a6 pedone del nero · c6 cavallo del nero · d6 pedone del nero · f6 cavallo del nero · g6 pedone del nero · b5 pedone del nero · h5 pedone del bianco · d4 cavallo del bianco · e4 pedone del bianco · g4 pedone del bianco · c3 cavallo del bianco · e3 alfiere del bianco · f3 pedone del bianco · a2 pedone del bianco · b2 pedone del bianco · c2 pedone del bianco · d2 donna del bianco · e2 alfiere del bianco · d1 torre del bianco · e1 re del bianco · h1 torre del bianco | c8 torre del nero · d8 donna del nero · f8 torre del nero · g8 re del nero · h8 alfiere del nero · d7 alfiere del nero · e7 pedone del nero · f7 pedone del nero · h7 pedone del nero · a6 pedone del nero · c6 cavallo del nero · d6 pedone del nero · f6 cavallo del nero · g6 pedone del nero · b5 pedone del nero · h5 pedone del bianco · d4 cavallo del bianco · e4 pedone del bianco · g4 pedone del bianco · c3 cavallo del bianco · e3 alfiere del bianco · f3 pedone del bianco · a2 pedone del bianco · b2 pedone del bianco · c2 pedone del bianco · d2 donna del bianco · e2 alfiere del bianco · d1 torre del bianco · e1 re del bianco · h1 torre del bianco | c8 torre del nero · d8 donna del nero · f8 torre del nero · g8 re del nero · h8 alfiere del nero · d7 alfiere del nero · e7 pedone del nero · f7 pedone del nero · h7 pedone del nero · a6 pedone del nero · c6 cavallo del nero · d6 pedone del nero · f6 cavallo del nero · g6 pedone del nero · b5 pedone del nero · h5 pedone del bianco · d4 cavallo del bianco · e4 pedone del bianco · g4 pedone del bianco · c3 cavallo del bianco · e3 alfiere del bianco · f3 pedone del bianco · a2 pedone del bianco · b2 pedone del bianco · c2 pedone del bianco · d2 donna del bianco · e2 alfiere del bianco · d1 torre del bianco · e1 re del bianco · h1 torre del bianco | c8 torre del nero · d8 donna del nero · f8 torre del nero · g8 re del nero · h8 alfiere del nero · d7 alfiere del nero · e7 pedone del nero · f7 pedone del nero · h7 pedone del nero · a6 pedone del nero · c6 cavallo del nero · d6 pedone del nero · f6 cavallo del nero · g6 pedone del nero · b5 pedone del nero · h5 pedone del bianco · d4 cavallo del bianco · e4 pedone del bianco · g4 pedone del bianco · c3 cavallo del bianco · e3 alfiere del bianco · f3 pedone del bianco · a2 pedone del bianco · b2 pedone del bianco · c2 pedone del bianco · d2 donna del bianco · e2 alfiere del bianco · d1 torre del bianco · e1 re del bianco · h1 torre del bianco | c8 torre del nero · d8 donna del nero · f8 torre del nero · g8 re del nero · h8 alfiere del nero · d7 alfiere del nero · e7 pedone del nero · f7 pedone del nero · h7 pedone del nero · a6 pedone del nero · c6 cavallo del nero · d6 pedone del nero · f6 cavallo del nero · g6 pedone del nero · b5 pedone del nero · h5 pedone del bianco · d4 cavallo del bianco · e4 pedone del bianco · g4 pedone del bianco · c3 cavallo del bianco · e3 alfiere del bianco · f3 pedone del bianco · a2 pedone del bianco · b2 pedone del bianco · c2 pedone del bianco · d2 donna del bianco · e2 alfiere del bianco · d1 torre del bianco · e1 re del bianco · h1 torre del bianco | 3 |
| 2 | c8 torre del nero · d8 donna del nero · f8 torre del nero · g8 re del nero · h8 alfiere del nero · d7 alfiere del nero · e7 pedone del nero · f7 pedone del nero · h7 pedone del nero · a6 pedone del nero · c6 cavallo del nero · d6 pedone del nero · f6 cavallo del nero · g6 pedone del nero · b5 pedone del nero · h5 pedone del bianco · d4 cavallo del bianco · e4 pedone del bianco · g4 pedone del bianco · c3 cavallo del bianco · e3 alfiere del bianco · f3 pedone del bianco · a2 pedone del bianco · b2 pedone del bianco · c2 pedone del bianco · d2 donna del bianco · e2 alfiere del bianco · d1 torre del bianco · e1 re del bianco · h1 torre del bianco | c8 torre del nero · d8 donna del nero · f8 torre del nero · g8 re del nero · h8 alfiere del nero · d7 alfiere del nero · e7 pedone del nero · f7 pedone del nero · h7 pedone del nero · a6 pedone del nero · c6 cavallo del nero · d6 pedone del nero · f6 cavallo del nero · g6 pedone del nero · b5 pedone del nero · h5 pedone del bianco · d4 cavallo del bianco · e4 pedone del bianco · g4 pedone del bianco · c3 cavallo del bianco · e3 alfiere del bianco · f3 pedone del bianco · a2 pedone del bianco · b2 pedone del bianco · c2 pedone del bianco · d2 donna del bianco · e2 alfiere del bianco · d1 torre del bianco · e1 re del bianco · h1 torre del bianco | c8 torre del nero · d8 donna del nero · f8 torre del nero · g8 re del nero · h8 alfiere del nero · d7 alfiere del nero · e7 pedone del nero · f7 pedone del nero · h7 pedone del nero · a6 pedone del nero · c6 cavallo del nero · d6 pedone del nero · f6 cavallo del nero · g6 pedone del nero · b5 pedone del nero · h5 pedone del bianco · d4 cavallo del bianco · e4 pedone del bianco · g4 pedone del bianco · c3 cavallo del bianco · e3 alfiere del bianco · f3 pedone del bianco · a2 pedone del bianco · b2 pedone del bianco · c2 pedone del bianco · d2 donna del bianco · e2 alfiere del bianco · d1 torre del bianco · e1 re del bianco · h1 torre del bianco | c8 torre del nero · d8 donna del nero · f8 torre del nero · g8 re del nero · h8 alfiere del nero · d7 alfiere del nero · e7 pedone del nero · f7 pedone del nero · h7 pedone del nero · a6 pedone del nero · c6 cavallo del nero · d6 pedone del nero · f6 cavallo del nero · g6 pedone del nero · b5 pedone del nero · h5 pedone del bianco · d4 cavallo del bianco · e4 pedone del bianco · g4 pedone del bianco · c3 cavallo del bianco · e3 alfiere del bianco · f3 pedone del bianco · a2 pedone del bianco · b2 pedone del bianco · c2 pedone del bianco · d2 donna del bianco · e2 alfiere del bianco · d1 torre del bianco · e1 re del bianco · h1 torre del bianco | c8 torre del nero · d8 donna del nero · f8 torre del nero · g8 re del nero · h8 alfiere del nero · d7 alfiere del nero · e7 pedone del nero · f7 pedone del nero · h7 pedone del nero · a6 pedone del nero · c6 cavallo del nero · d6 pedone del nero · f6 cavallo del nero · g6 pedone del nero · b5 pedone del nero · h5 pedone del bianco · d4 cavallo del bianco · e4 pedone del bianco · g4 pedone del bianco · c3 cavallo del bianco · e3 alfiere del bianco · f3 pedone del bianco · a2 pedone del bianco · b2 pedone del bianco · c2 pedone del bianco · d2 donna del bianco · e2 alfiere del bianco · d1 torre del bianco · e1 re del bianco · h1 torre del bianco | c8 torre del nero · d8 donna del nero · f8 torre del nero · g8 re del nero · h8 alfiere del nero · d7 alfiere del nero · e7 pedone del nero · f7 pedone del nero · h7 pedone del nero · a6 pedone del nero · c6 cavallo del nero · d6 pedone del nero · f6 cavallo del nero · g6 pedone del nero · b5 pedone del nero · h5 pedone del bianco · d4 cavallo del bianco · e4 pedone del bianco · g4 pedone del bianco · c3 cavallo del bianco · e3 alfiere del bianco · f3 pedone del bianco · a2 pedone del bianco · b2 pedone del bianco · c2 pedone del bianco · d2 donna del bianco · e2 alfiere del bianco · d1 torre del bianco · e1 re del bianco · h1 torre del bianco | c8 torre del nero · d8 donna del nero · f8 torre del nero · g8 re del nero · h8 alfiere del nero · d7 alfiere del nero · e7 pedone del nero · f7 pedone del nero · h7 pedone del nero · a6 pedone del nero · c6 cavallo del nero · d6 pedone del nero · f6 cavallo del nero · g6 pedone del nero · b5 pedone del nero · h5 pedone del bianco · d4 cavallo del bianco · e4 pedone del bianco · g4 pedone del bianco · c3 cavallo del bianco · e3 alfiere del bianco · f3 pedone del bianco · a2 pedone del bianco · b2 pedone del bianco · c2 pedone del bianco · d2 donna del bianco · e2 alfiere del bianco · d1 torre del bianco · e1 re del bianco · h1 torre del bianco | c8 torre del nero · d8 donna del nero · f8 torre del nero · g8 re del nero · h8 alfiere del nero · d7 alfiere del nero · e7 pedone del nero · f7 pedone del nero · h7 pedone del nero · a6 pedone del nero · c6 cavallo del nero · d6 pedone del nero · f6 cavallo del nero · g6 pedone del nero · b5 pedone del nero · h5 pedone del bianco · d4 cavallo del bianco · e4 pedone del bianco · g4 pedone del bianco · c3 cavallo del bianco · e3 alfiere del bianco · f3 pedone del bianco · a2 pedone del bianco · b2 pedone del bianco · c2 pedone del bianco · d2 donna del bianco · e2 alfiere del bianco · d1 torre del bianco · e1 re del bianco · h1 torre del bianco | 2 |
| 1 | c8 torre del nero · d8 donna del nero · f8 torre del nero · g8 re del nero · h8 alfiere del nero · d7 alfiere del nero · e7 pedone del nero · f7 pedone del nero · h7 pedone del nero · a6 pedone del nero · c6 cavallo del nero · d6 pedone del nero · f6 cavallo del nero · g6 pedone del nero · b5 pedone del nero · h5 pedone del bianco · d4 cavallo del bianco · e4 pedone del bianco · g4 pedone del bianco · c3 cavallo del bianco · e3 alfiere del bianco · f3 pedone del bianco · a2 pedone del bianco · b2 pedone del bianco · c2 pedone del bianco · d2 donna del bianco · e2 alfiere del bianco · d1 torre del bianco · e1 re del bianco · h1 torre del bianco | c8 torre del nero · d8 donna del nero · f8 torre del nero · g8 re del nero · h8 alfiere del nero · d7 alfiere del nero · e7 pedone del nero · f7 pedone del nero · h7 pedone del nero · a6 pedone del nero · c6 cavallo del nero · d6 pedone del nero · f6 cavallo del nero · g6 pedone del nero · b5 pedone del nero · h5 pedone del bianco · d4 cavallo del bianco · e4 pedone del bianco · g4 pedone del bianco · c3 cavallo del bianco · e3 alfiere del bianco · f3 pedone del bianco · a2 pedone del bianco · b2 pedone del bianco · c2 pedone del bianco · d2 donna del bianco · e2 alfiere del bianco · d1 torre del bianco · e1 re del bianco · h1 torre del bianco | c8 torre del nero · d8 donna del nero · f8 torre del nero · g8 re del nero · h8 alfiere del nero · d7 alfiere del nero · e7 pedone del nero · f7 pedone del nero · h7 pedone del nero · a6 pedone del nero · c6 cavallo del nero · d6 pedone del nero · f6 cavallo del nero · g6 pedone del nero · b5 pedone del nero · h5 pedone del bianco · d4 cavallo del bianco · e4 pedone del bianco · g4 pedone del bianco · c3 cavallo del bianco · e3 alfiere del bianco · f3 pedone del bianco · a2 pedone del bianco · b2 pedone del bianco · c2 pedone del bianco · d2 donna del bianco · e2 alfiere del bianco · d1 torre del bianco · e1 re del bianco · h1 torre del bianco | c8 torre del nero · d8 donna del nero · f8 torre del nero · g8 re del nero · h8 alfiere del nero · d7 alfiere del nero · e7 pedone del nero · f7 pedone del nero · h7 pedone del nero · a6 pedone del nero · c6 cavallo del nero · d6 pedone del nero · f6 cavallo del nero · g6 pedone del nero · b5 pedone del nero · h5 pedone del bianco · d4 cavallo del bianco · e4 pedone del bianco · g4 pedone del bianco · c3 cavallo del bianco · e3 alfiere del bianco · f3 pedone del bianco · a2 pedone del bianco · b2 pedone del bianco · c2 pedone del bianco · d2 donna del bianco · e2 alfiere del bianco · d1 torre del bianco · e1 re del bianco · h1 torre del bianco | c8 torre del nero · d8 donna del nero · f8 torre del nero · g8 re del nero · h8 alfiere del nero · d7 alfiere del nero · e7 pedone del nero · f7 pedone del nero · h7 pedone del nero · a6 pedone del nero · c6 cavallo del nero · d6 pedone del nero · f6 cavallo del nero · g6 pedone del nero · b5 pedone del nero · h5 pedone del bianco · d4 cavallo del bianco · e4 pedone del bianco · g4 pedone del bianco · c3 cavallo del bianco · e3 alfiere del bianco · f3 pedone del bianco · a2 pedone del bianco · b2 pedone del bianco · c2 pedone del bianco · d2 donna del bianco · e2 alfiere del bianco · d1 torre del bianco · e1 re del bianco · h1 torre del bianco | c8 torre del nero · d8 donna del nero · f8 torre del nero · g8 re del nero · h8 alfiere del nero · d7 alfiere del nero · e7 pedone del nero · f7 pedone del nero · h7 pedone del nero · a6 pedone del nero · c6 cavallo del nero · d6 pedone del nero · f6 cavallo del nero · g6 pedone del nero · b5 pedone del nero · h5 pedone del bianco · d4 cavallo del bianco · e4 pedone del bianco · g4 pedone del bianco · c3 cavallo del bianco · e3 alfiere del bianco · f3 pedone del bianco · a2 pedone del bianco · b2 pedone del bianco · c2 pedone del bianco · d2 donna del bianco · e2 alfiere del bianco · d1 torre del bianco · e1 re del bianco · h1 torre del bianco | c8 torre del nero · d8 donna del nero · f8 torre del nero · g8 re del nero · h8 alfiere del nero · d7 alfiere del nero · e7 pedone del nero · f7 pedone del nero · h7 pedone del nero · a6 pedone del nero · c6 cavallo del nero · d6 pedone del nero · f6 cavallo del nero · g6 pedone del nero · b5 pedone del nero · h5 pedone del bianco · d4 cavallo del bianco · e4 pedone del bianco · g4 pedone del bianco · c3 cavallo del bianco · e3 alfiere del bianco · f3 pedone del bianco · a2 pedone del bianco · b2 pedone del bianco · c2 pedone del bianco · d2 donna del bianco · e2 alfiere del bianco · d1 torre del bianco · e1 re del bianco · h1 torre del bianco | c8 torre del nero · d8 donna del nero · f8 torre del nero · g8 re del nero · h8 alfiere del nero · d7 alfiere del nero · e7 pedone del nero · f7 pedone del nero · h7 pedone del nero · a6 pedone del nero · c6 cavallo del nero · d6 pedone del nero · f6 cavallo del nero · g6 pedone del nero · b5 pedone del nero · h5 pedone del bianco · d4 cavallo del bianco · e4 pedone del bianco · g4 pedone del bianco · c3 cavallo del bianco · e3 alfiere del bianco · f3 pedone del bianco · a2 pedone del bianco · b2 pedone del bianco · c2 pedone del bianco · d2 donna del bianco · e2 alfiere del bianco · d1 torre del bianco · e1 re del bianco · h1 torre del bianco | 1 |
|   | a | b | c | d | e | f | g | h |   |

Giulio De Nardo – Jacob Gemzoe, match Italia-Danimarca, Olimpiadi dell'Aia 1928.
Difesa Siciliana, variante del Dragone (B72)   Vedi la partita online su Chessgames.com
1. e4 c5 2. Cf3 Cc6 3. d4 cxd4 4. Cxd4 Cf6 5. Cc3 d6 6. Ae2 g6 7. Ae3 Ag7 8. Dd2 Ad7
9. Td1 0-0 10. f3 a6 11. g4 Tc8 12. h4 b5 13. h5 Ah8         (vedi diagramma)
14. Cf5!  Axf5 15. gxf5 Cxh5 16. Txh5! gxh5 17. Ah6 e6 18. De3! Df6 19. Dg1+ Ag7 20. Ag5 De5 21. f6 Cb4 22. Ad3 Txc3 23. Ah4 Cxc2+ 24. Axc2 Te3+ 25. Rf2 (1-0)